# اوکاسیم
اوکاسیم (به انگلیسی: Ucassaim) یک روستا در هند است که در بخش گوا شمالی واقع شده‌است.

## خصوصیات
یوکسیم ۱۵ متر بالاتر از سطح دریا واقع شده‌است.